# Кватернион: Класическа представа на Хамилтон
 Тази статия е за класическата трактовка.  За съвременната вижте кватернион.  
Уилям Роуън Хамилтън изобретява кватернионите през 1843 г. Тази статия описва оригиналните идеи на Хамилтън, включително неговите термини и нотация. По онова време кватернионният анализ представлявал самостоятелна математическа система, която изграждала свои собствени понятия за скалари, вектори и кватерниони и връзките между тях. Тук се предлага тълкувание на оригиналната нотация, речникът на терминологията и операциите, използвани в Lectures on Quaternions, Elements of Quaternions и други книги от 19 век по темата за кватернионите. Неговата трактовка е по-геометрична от съвременния подход, при който се подчертават алгебричните им свойства. Въпреки това, в математическо отношение разгледаните тук идеи се различават от съвременните само по термините.

## Квадратът на разстоянието, разглеждан като отрицателно време
В класическата нотация на кватернионите квадратът на единицата за разстояние бил равен на единицата за време със знак минус. Питагоровата теорема, в която B = 3i и C = 4j са страни на правоъгълен триъгълник, а A е хипотенузата, би изглеждала така:
{\displaystyle A^{2}=B^{2}+C^{2}\,}
{\displaystyle -25=-9-16\,}
Приведено в класическата терминология на кватернионите, това би звучало така: квадратът на всеки вектор е отрицателен скалар Алгебрата на скаларите била наричана Наука за Чистото Време.
Доколкото в класическото мислене величината на разстоянието е имала отрицателен квадрат, тя е била различен тип число от величината време, защото време-подобните числа били представяни от числа, които имат положителен квадрат.
Класическият възглед за кватернионите включва не само един, а безкраен брой квадратни корени на минус едно и използва три от тях като ортогонални базисни вектори на модел на тримерно пространство, което е тясно свързано с четвърто измерение време.

### Кватернионен възглед за пространството и времето
Класическият възглед за кватернионите от 19 век предполага, че реалното Евклидово 3-мерно пространство, по онова време общоприето, може да не е единственият адекватен модел на пространството и времето.
Формалната нотация на кватернионите на философско ниво приема, че пространството има четиримерно естество, състоящо се от време, тясно свързано с трите пространствени измерения. Това е така, защото ако скаларната част на кватерниона е нула, това го прави изоморфен на локализация в пространството в нулево време t=0.
Например, ако
{\displaystyle w+xi+yj+zk=\,xi+yj+zk}
тогава w = 0
В известен смисъл всеки формален модел на времето и пространството като четиримерна същност (entity) на метафизическо равнище е мислим като някакъв тип „кватернионно“ пространство, дори ако на ниво формални означения и изчислително ниво оригиналната представа за класическия кватернион (едно измерение във времето и три в пространството) е продължила да се развива.

## Класически елементи на кватерниона

### Тензор
Тензорът на кватерниона е имал важно значение в класическата теория на кватернионите.
Тензорът е много време-подобна величина. Той има само една посока – напред. Тензорът не се нуждае от положителен или отрицателен знак.
Когато умножаваме тензор по вектор ние получаваме нов вектор, който е по-къс или по-дълъг, но има същото направление. Това действие се нарича „tension“ разтягане (съответно – скъсяване. Тейт наричал тензорите разтягащ фактор
Тензорът може да удължи или скъси вектора, но не може да промени посоката му. Тензорът може да се стреми към нулата като граница, но нулата не е тензор.
Произведението на два тензора също е тензор, сумата на два тензора е тензор, и частното на два тензора също е тензор.
Независимо от това разликата на два тензора може да бъде нов вид число.
Например x = 3 – 5 няма решение в множеството от числа, наричани тензори. -2 е пример за нов и различен вид число, наречено скалар.

### Скалар
Съвременните скалари са същите като през 19 век с изключение на факта, че могат да бъдат разлагани на тензор и знак. Операцията взимане на тензор извличала тензора от скалара, като резултатът е реално число без знак.

### Вектор
Хамилтън въвежда за първи път идеята за вектор през 1840-те. Той въвежда думата „вектор“ в първата си лекция, като думата произхожда от на латински: vection, „движа се“.
Всеки кватернион може да се разложи на скалар и вектор.
{\displaystyle q=\mathbf {S} (q)+\mathbf {V} (q)}
Двете операции S и V се наричат вземане на скалар (на английски: take the Scalar of) и вземане на вектор от класически кватернион на Хамилтън. Векторната част се нарича дясна част на кватерниона..